# Sainte-Colombe-de-la-Commanderie
Sainte-Colombe-de-la-Commanderie (în catalană Santa Colona de Tuïr) este o comună în departamentul Pyrénées-Orientales din sudul Franței. În 2009 avea o populație de 122 de locuitori.

## Evoluția populației
| An        | 1975 | 1982 | 1990 | 1999 | 2006 | 2009 |
| --------- | ---- | ---- | ---- | ---- | ---- | ---- |
| Populație | 71   | 87   | 83   | 101  | 115  | 122  |